# Roger Säljö
Roger Säljö, född 2 april 1948, är en svensk psykolog vars forskning presenterar ett sociokulturellt perspektiv på mänskligt lärande och utveckling.

## Biografi
Säljö disputerade 1975 på en avhandling om inlärning och pedagogik. Tillsammans med Lars Owe Dahlgren, Ference Marton och Lennart Svensson har han genomfört pedagogisk forskning som undersökt effekter av olika studiemönster och tekniker på lärande vilket uppmärksammats internationellt. Denna kvartett kallades INOM-gruppen (INlärning och Omvärldsuppfattning) som 1977 utkom med boken med samma titel, som 2014 kom ut i sin fjärde utgåva.
Säljö är professor i pedagogik och pedagogisk psykologi vid Göteborgs Universitet och var ordförande för European Association for Research on Learning and Instruction (EARLI) mellan 2005 och 2007. Säljö är sedan 2012 utsedd till Fellow i International Academy of Education (IAE), en utmärkelse som endast föregåtts av en tidigare svensk - professor Torsten Husén.